# Kraftwerk Lübbenau
Das Kraftwerk Lübbenau war ein Braunkohlekraftwerk mit einer installierten Leistung von 1,3 GW, das in den Jahren 1959 bis 1996 in der Stadt Lübbenau/Spreewald im heutigen südbrandenburgischen Landkreis Oberspreewald-Lausitz betrieben wurde.

## Geschichte
Die Grundsteinlegung für ein Mühlenfundament im Werk I war am 23. Oktober 1957. Der erste von sieben Schornsteinen mit einer Höhe von 140 m wurde 1958 fertiggestellt. Ein Jahr später war das Kraftwerk betriebsbereit und wurde ans Stromnetz angeschlossen. Der Bau aller sieben Schornsteine war 1960 abgeschlossen. Insgesamt wurden drei Kraftwerksblöcke gebaut: Werk I (6 × 50 MW), Werk II (6 × 100 MW) und Werk III (4 × 100 MW). Der Kraftwerksbau, dessen Projektierung und Ausführung seit 1959 dem VEB BMK Kohle und Energie oblagen, war 1964 abgeschlossen. Die Gesamtleistung betrug 1,3 GW und das Kraftwerk Lübbenau war somit zu der Zeit das größte Dampfkraftwerk Europas.
Zusammen mit dem im benachbarten, zur gleichen Zeit (1964 bis 1996) entstandenen, Kraftwerk Vetschau (1,2 GW) bildete das Kraftwerk Lübbenau den VEB Kraftwerke Lübbenau-Vetschau im VE Kombinat Braunkohlekraftwerke Jänschwalde. Nach der deutschen Wiedervereinigung ging das Kraftwerk 1991 in den Besitz der Vereinigten Energiewerke AG über.
Das Werk I ging 1994 vom Netz und ab 1996 wurde das ganze Kraftwerk stillgelegt. Zwischen 1996 und 2010 wurden alle Schornsteine sowie Hauptgebäude der Werke I–III gesprengt. Als letztes wurde am 9. Mai 2010 mit 700 Sprenglöchern und 500 kg Sprengstoff das Werk II gesprengt. Anstelle des Kraftwerks befindet sich heute ein Gewerbegebiet.